# Huellas de Eva
Las huellas de Eva es el nombre popular de un conjunto de huellas fosilizadas descubiertas en la orilla del lago Langebaan, Sudáfrica en 1995. Se cree que son de una mujer sapiens y se han fechado hace aproximadamente 117 000 años. Esto las hace las huellas más antiguas conocidas de un humano anatómicamente moderno. La edad estimada de las huellas de Eva implica que la mujer que las dejó impresas en el suelo, si es mujer, habría vivido dentro del rango amplio de estimaciones para la fecha de la Eva mitocondrial.
Las conclusiones anteriores parecen ser impugnadas por Kuykendall, del departamento de Ciencias Anatómicas de la Escuela de Medicina de la Universidad de Witwatersrand, en un artículo titulado «Never letting the facts get in the way of a good story» [«Nunca deje que los hechos se interpongan en el camino de una buena historia»].

## Historia
Las tres huellas se encontraron en 1995 por el geólogo David Roberts del Consejo de Ciencias de la Tierra y que anunció en una conferencia de prensa con el paleoantropólogo Lee R. Berger, de la Universidad de Witwatersrand en Johannesburgo, en la National Geographic Society en Washington D. C.. El descubrimiento fue documentado en el número de agosto de 1997 del South African Journal of Science.
Berger y Roberts comentaron que las impresiones se hicieron sobre una duna de arena escarpada durante una tormenta turbulenta. El lugar donde fueron encontradas está en el suroeste de Sudáfrica alrededor de unos 100 kilómetros al noroeste de Ciudad del Cabo en el Parque Nacional de la Costa Oeste. Se encontraron en una cornisa de piedra arenisca en el borde de la laguna Langebaan, cerca de la costa atlántica. Los icnofósiles fueron trasladados al Museo de Sudáfrica en Ciudad del Cabo para su conservación y protección y una réplica de cemento se instaló en las orillas de Langebaan.
El autor de las huellas vivía en la época de la aparición de los modernos Homo sapiens, o personas anatómicamente similares a los seres humanos actuales. Las huellas miden 22 a 26 centímetros de largo y son del tamaño de una talla de pie de mujer 7½ del estándar estadounidense, talla 6 del británico, o talla 39½ del europeo continental. En una impresión del pie, el dedo gordo, la bola, el arco, y el talón son claramente discernibles. Roberts cree que las huellas pertenecen a una antigua mujer de aproximadamente 1,5 metros de altura. Dijo que la mujer que hizo estas huellas se asemejaría a una mujer contemporánea.
Menos de tres docenas de homínidos fósiles de hace 100 000 a 200 000 años, se han encontrado de esa época. Berger dijo: «Estas huellas son los rastros de personas modernas más tempranos». Roberts explicó además que la arena seca sopló sobre las huellas húmedas y llenó las impresiones. Con el tiempo fueron enterradas a una profundidad de unos nueve metros. La arena y las conchas trituradas unidas endureciron como el cemento en forma de roca sedimentaria y protegieron las huellas.
El equipo, más tarde, encontró evidencias asociadas del uso de herramientas de piedra (un núcleo, raspadores, lascas de corte, y una punta de lanza) en la misma zona y, según se cree, de la misma época. También se observaron evidencias de la utilización de ocre, que conduce a la intrigante posibilidad de que la 'Eva' de hace 117 000 años pudo haber estado usando el colorido polvo.